# Boarmia infuscatissima
Boarmia infuscatissima är en fjärilsart som beskrevs av Culot 1928. Boarmia infuscatissima ingår i släktet Boarmia och familjen mätare. Inga underarter finns listade i Catalogue of Life.